# Élections législatives américaines de 2012 en Caroline du Sud
En 2012, les élections à la Chambre des représentants des États-Unis ont eu lieu le 6 novembre. 435 sièges devaient être renouvelés. Le mandat des représentants étant de deux ans, ceux qui ont été élus à l'occasion de cette élection siègeront dans le 113e Congrès du 3 janvier 2013 au 3 janvier 2015. En Caroline du Sud sept représentants ont été élus. 

## Élus
| District | Représentant sortant |            | Parti      | Représentant élu ou réélu |  | Parti |
| -------- | -------------------- | ---------- | ---------- | ------------------------- |  | ----- |
| 1er      | Tim Scott            |            | REP        | Tim Scott                 |  | REP   |
| 2e       | Joe Wilson           |            | REP        | Joe Wilson                |  | REP   |
| 3e       | Jeff Duncan          |            | REP        | Jeff Duncan               |  | REP   |
| 4e       | Trey Gowdy           |            | REP        | Trey Gowdy                |  | REP   |
| 5e       | Mick Mulvaney        |            | REP        | Mick Mulvaney             |  | REP   |
| 6e       | Jim Clyburn          |            | DEM        | Jim Clyburn               |  | DEM   |
| 7e       | Siège créé           | Siège créé | Siège créé | Tom Rice                  |  | REP   |

## Redécoupage électoral
À la suite du recensement de 2010, la Caroline du Sud gagne un siège à la chambre des représentants des États-Unis.

## Résultats

### Analyse
Les républicains s'imposent largement dans cet État. Un redécoupage favorable leur a permis de conserver leurs cinq sièges et de remporter le nouveau siège créé. 

### Résultats à l'échelle de l’État
| Résultats à l’échelle de l'état | Résultats à l’échelle de l'état | Résultats à l’échelle de l'état | Résultats à l’échelle de l'état | Résultats à l’échelle de l'état | Résultats à l’échelle de l'état | Résultats à l’échelle de l'état | Résultats à l’échelle de l'état |
| Partis                          | Partis                          | Voix                            | %                               | Évolution                       | Sièges                          | Évolution                       | %                               |
| ------------------------------- | ------------------------------- | ------------------------------- | ------------------------------- | ------------------------------- | ------------------------------- | ------------------------------- | ------------------------------- |
|                                 | Parti républicain               | 1 026 129                       | 57.28                           |                                 | 6                               | 1                               | 85.71                           |
|                                 | Parti démocrate                 | 742 805                         | 41.46                           |                                 | 1                               | 0                               | 14.29                           |
|                                 | Parti vert                      | 16 310                          | 0.91                            |                                 |                                 |                                 |                                 |
|                                 | Parti libertarien               | 6 334                           | 0.35                            |                                 |                                 |                                 |                                 |

### Résultats par district

#### Premier district
| Résultats | Résultats         | Résultats       | Résultats | Résultats | Résultats |
| Partis    | Partis            | Candidats       | Voix      | %         |           |
| --------- | ----------------- | --------------- | --------- | --------- | --------- |
|           | Parti républicain | Tim Scott       | 179 908   | 62.03     |           |
|           | Parti démocrate   | Bobbie Rose     | 103 557   | 35.71     |           |
|           | Parti libertarien | Keith Blandford | 6 334     | 2.18      |           |

#### Deuxième district
| Résultats | Résultats         | Résultats  | Résultats | Résultats | Résultats |
| Partis    | Partis            | Candidats  | Voix      | %         |           |
| --------- | ----------------- | ---------- | --------- | --------- | --------- |
|           | Parti républicain | Joe Wilson | 196 116   | 96.27     |           |

#### Troisième district
| Résultats | Résultats         | Résultats   | Résultats | Résultats | Résultats |
| Partis    | Partis            | Candidats   | Voix      | %         |           |
| --------- | ----------------- | ----------- | --------- | --------- | --------- |
|           | Parti républicain | Jeff Duncan | 169 512   | 66.54     |           |
|           | Parti démocrate   | Brian Doyle | 84 735    | 33.26     |           |

#### Quatrième district
| Résultats | Résultats         | Résultats    | Résultats | Résultats | Résultats |
| Partis    | Partis            | Candidats    | Voix      | %         |           |
| --------- | ----------------- | ------------ | --------- | --------- | --------- |
|           | Parti républicain | Trey Gowdy   | 173 201   | 64.90     |           |
|           | Parti démocrate   | Deb Morrow   | 89 964    | 33.71     |           |
|           | Parti vert        | Jeff Sumerel | 3 390     | 1.27      |           |

#### Cinquième district
| Résultats | Résultats         | Résultats     | Résultats | Résultats | Résultats |
| Partis    | Partis            | Candidats     | Voix      | %         |           |
| --------- | ----------------- | ------------- | --------- | --------- | --------- |
|           | Parti républicain | Mick Mulvaney | 154 324   | 55.51     |           |
|           | Parti démocrate   | Joyce Knott   | 123 443   | 44.40     |           |

#### Sixième district
| Résultats | Résultats       | Résultats      | Résultats | Résultats | Résultats |
| Partis    | Partis          | Candidats      | Voix      | %         |           |
| --------- | --------------- | -------------- | --------- | --------- | --------- |
|           | Parti démocrate | Jim Clyburn    | 218 717   | 93.62     |           |
|           | Parti vert      | Nammu Muhammad | 12 920    | 5.53      |           |

#### Septième district
| Résultats | Résultats         | Résultats             | Résultats | Résultats | Résultats |
| Partis    | Partis            | Candidats             | Voix      | %         |           |
| --------- | ----------------- | --------------------- | --------- | --------- | --------- |
|           | Parti républicain | Tom Rice              | 153 068   | 55.51     |           |
|           | Parti démocrate   | Gloria Bromell-Tinubu | 122 389   | 44.39     |           |